# Mesoplodon layardii
Il mesoplodonte di Layard (Mesoplodon layardii) è un cetaceo odontoceto della famiglia Ziphiidae. È un grosso mesoplodonte che presenta alcuni tra i denti più bizzarri del mondo animale. Il nome comune e quello scientifico gli sono stati dati in onore di Edgar Leopold Layard, il curatore del Museo Sudafricano che pubblicò la prima descrizione del cranio di quest'animale.

## Descrizione fisica
La forma del corpo del mesoplodonte di Layard è quella tipica di un mesoplodonte, eccetto per le grosse dimensioni. Gli esemplari maschi hanno denti grandi e peculiari persino per questo genere, dal momento che sono grosse cinghie, a volte più lunghe di 30 cm, che crescono oltre la mascella con un angolo di 45 gradi e quasi la richiudono. I denti hanno inoltre sulla parte dorsale dei denticelli protettivi, e sembra che anche questi vengano usati nei combattimenti. Su questi denti si trovano abbastanza di frequente anche dei cirripedi. È pressoché incerto il motivo per cui questa specie sviluppi dei denti che la costringono a ridurre le dimensioni delle prede di cui si nutre. Il melone è leggermente bulboso, e, prima che i denti si richiudano, si fonde lievemente col rostro. Questo è abbastanza lungo, con una rima boccale relativamente diritta. Anche la colorazione di questa specie è insolita per un mesoplodonte, dal momento che è piuttosto vistosa, essendo la maggior parte del corpo nera, ad eccezione di alcune aree bianche sul davanti del becco e sulla gola, di una dietro alla testa a forma di mantello e di un'altra vicino ai genitali. I giovani non possiedono questa colorazione e sono generalmente scuri sopra e chiari sotto. Sono presenti anche cicatrici e morsi dello squalo cookie-cutter. I maschi possono raggiungere i 5,9 metri di lunghezza, mentre le femmine raggiungono i 6,2 metri e pesano all'incirca 1000-1300 chilogrammi. Questo indica che sono probabilmente la specie più grande di questo genere. I piccoli neonati possono raggiungere i 2,8 metri di lunghezza.

## Popolazione e distribuzione
Questa specie vive nell'emisfero meridionale, a giudicare dai numerosi spiaggiamenti e dai rari avvistamenti. Non è stata fatta alcuna stima della popolazione.

## Comportamento
Non sappiamo niente sull'organizzazione sociale, ma sappiamo che questa specie si nutre di calamari. I maschi hanno un'apertura della bocca inferiore della metà di quella delle femmine e dei giovani, e limitano la loro dieta su calamari del peso di 100 grammi e ancora meno.

## Conservazione
Questa specie non è mai stata cacciata o rimasta intrappolata nelle reti da pesca. Si crede che rispetto ad altri mesoplodonti abiti in un'area piuttosto sicura.